# Cynochloris
Cynochloris är ett släkte av gräs. Cynochloris ingår i familjen gräs.
Kladogram enligt Catalogue of Life:
| Cynochloris | \| \| Cynochloris macivorii \| \| \| \| \| \| Cynochloris reynoldsensis \| \| \| \| |
|             | \| \| Cynochloris macivorii \| \| \| \| \| \| Cynochloris reynoldsensis \| \| \| \| |
|             | Cynochloris macivorii                                                               |
|             |                                                                                     |
|             | Cynochloris reynoldsensis                                                           |
|             |                                                                                     |